# Hermann Ober
Hermann Ober (* 10. Juli 1920 in Freilassing; † 12. August 1997 ebenda) war ein deutscher Maler und Graphiker.

## Leben
Hermann Ober wurde 1920 in Freilassing (Oberbayern) im Zuhaus des ehemaligen Seidl-Bauernhofes an der Ecke Westend-/Salzstrasse geboren. Seine Lehrzeit absolvierte er bei dem Kirchenmaler Engelbert Staller, Salzburghofen. 1937 fand bereits eine erste Ausstellung seiner Bilder statt.
1939 wurde er zum Wehrdienst zu den Gebirgsjägern in Oberammergau einberufen. In dieser Zeit entstanden an verschiedenen Kriegsschauplätzen viele Landschafts-Skizzen und Aquarelle. Nach einer schweren Verwundung durch eine Granate 1942 musste ein Bein abgenommen werden und er kam zurück in die Heimat. Von einem Wiener Krankenhaus wurde der Maler in ein Lazarett nach Salzburg verlegt. Während seiner Genesung entstanden dort weitere Zeichnungen und Gemälde.
Ab 1944 studierte er mit Unterbrechungen an der Akademie für angewandte Kunst und der Akademie der Bildenden Künste bei Josef Hillerbrand in München. Damals sah Hermann Ober die ersten Ausstellungen moderner Kunst mit internationaler Beteiligung. Hier prägte er seine Meinung, nach der vergangenen „realistischen Kunst“, könne nur eine „abstrakte Kunst“ folgen. Während die meisten Kunststudenten zum Thema Musik Flötenspieler oder andere Musiker malten, malte Ober die Musik abstrakt, einfach die Farben der Musik.
1949 bis 1951 studierte er bei Slavi Soucek in Salzburg, der maßgebend für Obers künstlerische Entwicklung wurde. Das Herauslösen vom „Natürlichen“ zum Abstrakten waren die entscheidenden Stufen für seine künstlerische Entwicklung. 1951 war er Gründungsmitglied der „Salzburger Gruppe“.
Von 1951 bis 1955 studierte er wieder in München, wo er Meisterschüler von Franz Nagel an der Akademie der Bildenden Künste war und den Studienabschluss mit dem Titel „Akademischer Maler“ erreichte. Danach lebte und arbeitete er in Freilassing, München und Salzburg. Nach seinem Abschluss wandte er sich wieder seiner Heimat und Salzburg zu und hatte von 1961 an ein Atelier im dortigen Künstlerhaus. Die Bergwelt des Tennengebirges veränderte sein künstlerisches Wirken nochmals. Es folgte die künstlerische Auseinandersetzung mit der Bergwelt und die Initiierung der Rauriser Malertage 1975 ebenso wie schon zuvor die Gründung der „Gruppe 73“ in Salzburg. Er verstarb 1997 im Alter von 77 Jahren.

## Werk
Bis zu seinem Lebensende experimentierte Hermann Ober mit Formen und Materialien. Im Zuge seiner Arbeit hat Ober eine eigene Reliefdruck-Technik entwickelt. Er schuf eigenwillige Formen des Prägedrucks, ebenso variierte er drucktechnische Möglichkeiten des Linolschnittes.
Großformatige Wandbilder des Künstlers sind noch heute in den Bahnhöfen von Freilassing, Bad Reichenhall und Traunstein zu betrachten.
Werke von Ober sind in vielen Museen vertreten u. a. Galerie Kunst der Gegenwart Wien, Landesmuseum Münster, The Museum of Modern Art Kamakura & Hayama (Japan), Grafische Sammlung München, Folkwang Museum Essen, Kunsthalle Hamburg, Cincinnati Museum, Japan Print Association Tokio, Museum Salzburg, Städel Museum, Frankfurt am Main. u. v. a.

## Ehrungen und Auszeichnungen
- 1977 Großer Preis für bildende Kunst der Salzburger Wirtschaft
- 1980 Bürgermedaille  der Stadt Freilassing in Silber
- 1988 Slavi-Soucek-Preis des Landes Salzburg
- 1990 Bürgermedaille  der Stadt Freilassing  in Gold